# Bavária (cerveja)
Bavária é uma marca brasileira de cerveja, que pertencia à Antarctica antes da fusão da Ambev.
Conhecida por ser a "cerveja dos amigos" e por colocar famosos cantores sertanejos em suas propagandas, como Leandro e Leonardo, Chitãozinho e Xororó, Zezé di Camargo & Luciano, Cristhian do Dom Bosco e Erick Araujo (animador de festas). Em 30 de março de 2000 o CADE aprova a fusão das cervejarias Antarctica e Brahma para que dessem origem a Ambev. Para que a fusão fosse aprovada, foi necessário vender a marca da cerveja Bavária.